# Walid Ktila
Walid Ktila (ur. 20 lipca 1985) – tunezyjski niepełnosprawny lekkoatleta, specjalizujący się w biegach sprinterskich (kategoria T34).
W styczniu 2012 ustanowił rekord świata w biegu na 100 metrów w kategorii T34. Startował na igrzyskach paraolimpijskich w Londynie, na których to zdobył dwa złote medale, ustanawiając nowy rekord świata w biegu na 200 m (27,98) i nowy rekord paraolimpijski w biegu na 100 metrów (15,95) w kategorii T34.